# Мумбаї (аеропорт)
Міжнародний аеропорт імені Чатрапаті Шіваджі (छत्रपती शिवाजी आंतरराष्ट्रीय विमानतळ) англ. Chhatrapati Shivaji International Airport) (IATA:  BOM , ICAO:  VABB), колишній Міжнародний аеропорт Сахар, розташований у місті Мумбай, штат Махараштра, Індія.
Аеропорт має два термінали і загальну площу 5,9 кв км, це найбільший в Індії авіаційний хаб, який обслуговує мегаполіс Мумбаї. Раніше термінали носили назви Сахар (міжнародний) і Санта-Круз (внутрішній). Аеропорт був перейменований на честь відомого полководця маратхів XVII століття, національного героя Індії Чатрапаті Шіваджі.

## Історія
База ВПС RAF Santa Cruz використовувалася Індійськими королівськими ВПС (RIAF) під час Другої світової війни, а в 1950-х (після проголошення незалежності Індії) була передана цивільній владі Індії. Спочатку аеропорт носив назву Санта-Круз за назвою місцевості. У 1980-ті роки в аеропорту Санта-Круз був введений в експлуатацію новий міжнародний термінал, що знаходиться в місцевості Сахар. Навіть сьогодні внутрішні термінали 1-A і 1-B називають терміналами Санта-Круз, а міжнародний — Сахар.

## Статистика

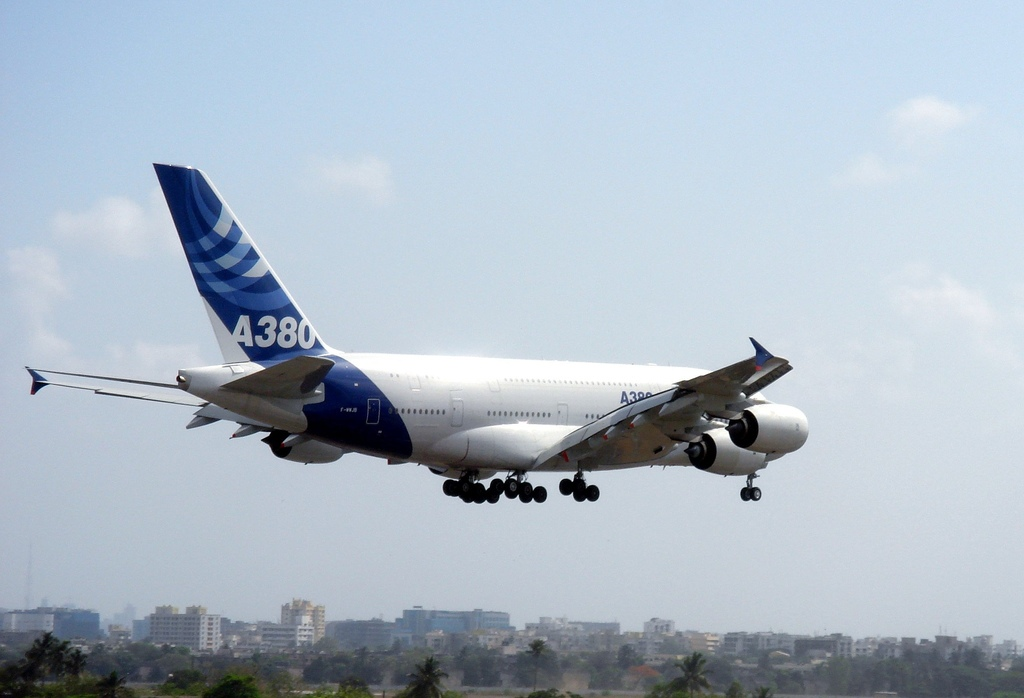
Airbus A380, найбільший пасажирський літак у світі, приземляється в аеропорту Мумбаї

Аеропорт Мумбай є найбільшим на Індійському субконтиненті. Рейс Мумбай-Делі є сьомим по завантаженню внутрішнім рейсом в світі в розрахунку кількості рейсів за тиждень. Поряд з делійським Міжнародним аеропортом імені Індіри Ганді аеропорт Мумбаї є найбільшими міжнародними повітряними воротами Індії, в ньому обслуговується 46 іноземних авіакомпаній. Це основний хаб Air India і Jet Airways, а також другий хаб багатьох інших авіакомпаній, включаючи Indian Airlines, JetLite, GoAir, Air Deccan, SpiceJet, IndiGo Airlines і Kingfisher Airlines. Максимуму міжнародний трафік досягає пізно вночі, внутрішні рейси починаються з 10:00. Проте принаймні 45 % трафіку аеропорту доводиться на проміжок від 10:00 до 18:30.
Аеропорт Мумбай разом з аеропортами Делі, Ченнай і Бангалор обслуговує 50 % пасажиропотоки аеропортів Індії. Протягом 11 місяців з квітня 2006 року по лютий 2007 року аеропорт Мумбай обслужив 180,000 злетів-посадок і понад 20 млн пасажирів, у тому числі на місцевих рейсах 13.56 млн і на міжнародних — 6.73 млн. У порівнянні з 2005—2006 роками відзначено зростання перевезень на 21,28 %.

## Приміщення аеропорту

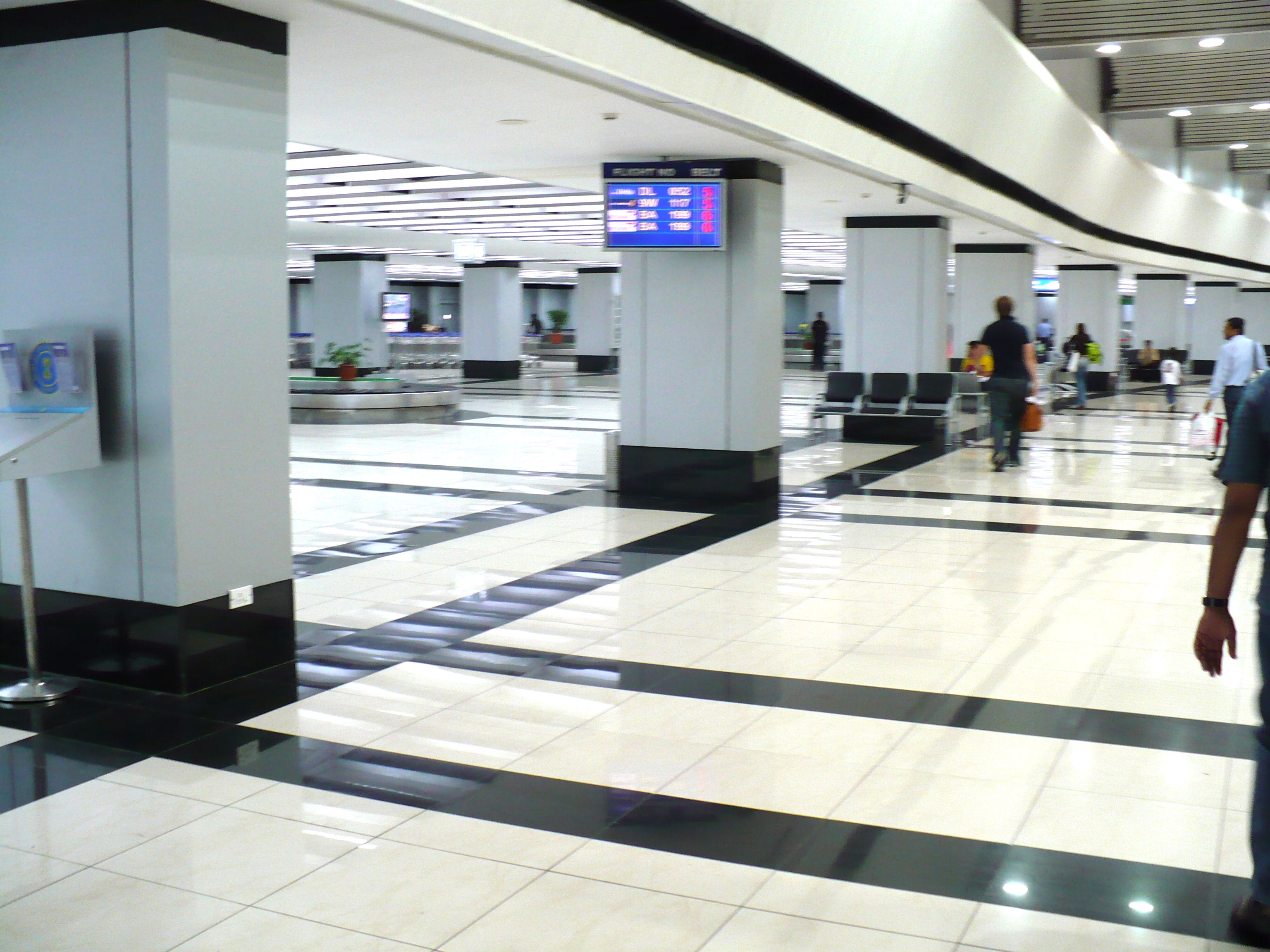
Термінал 2

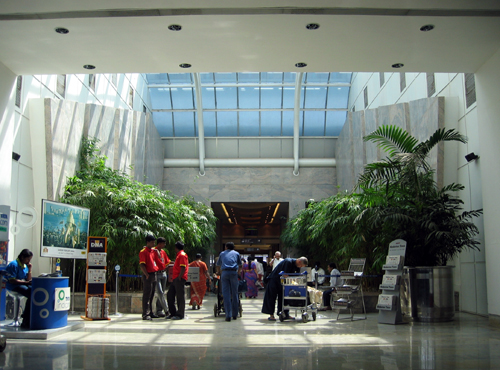
Термінал 1B, зал вильоту

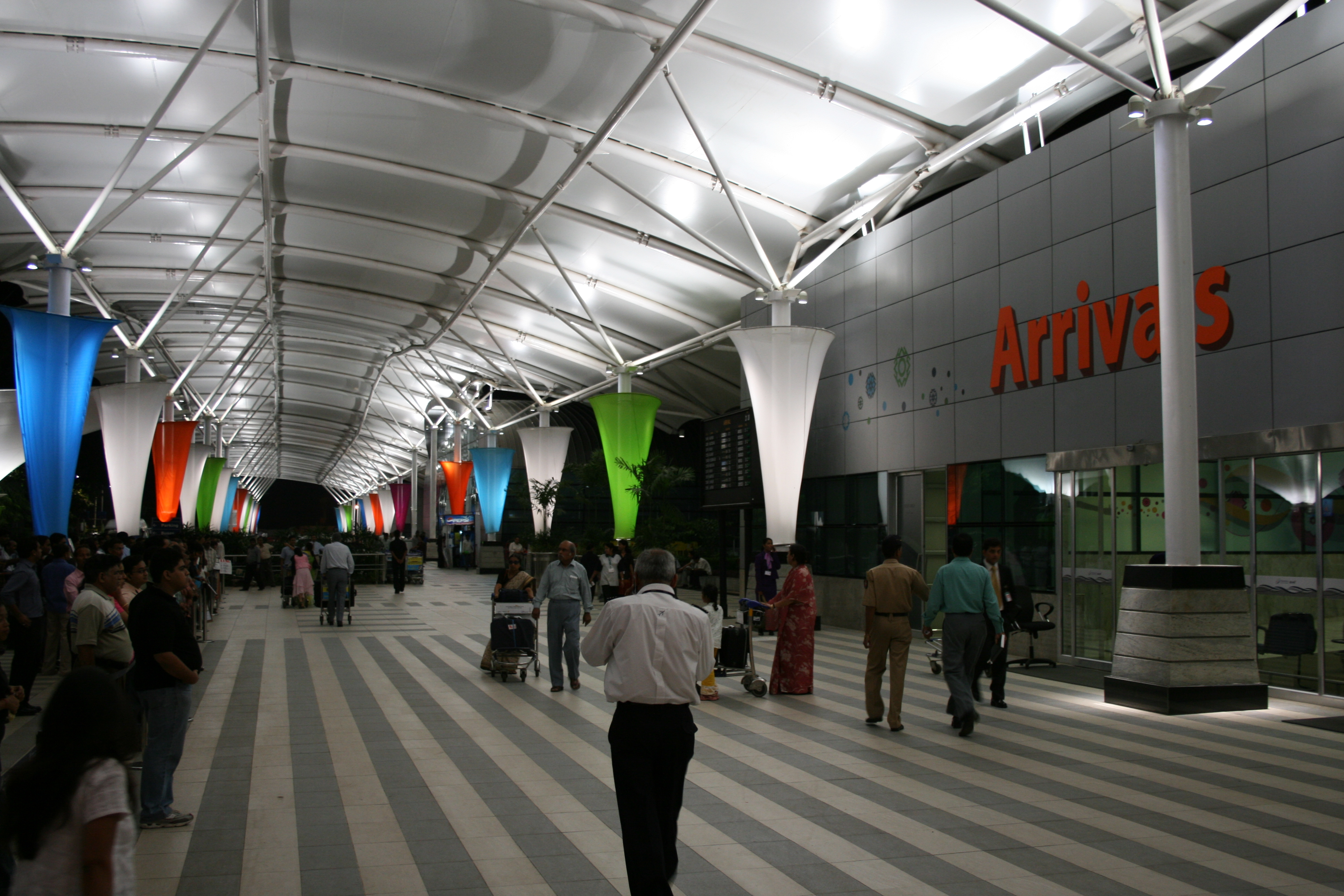
Термінал прибуття місцевих рейсів

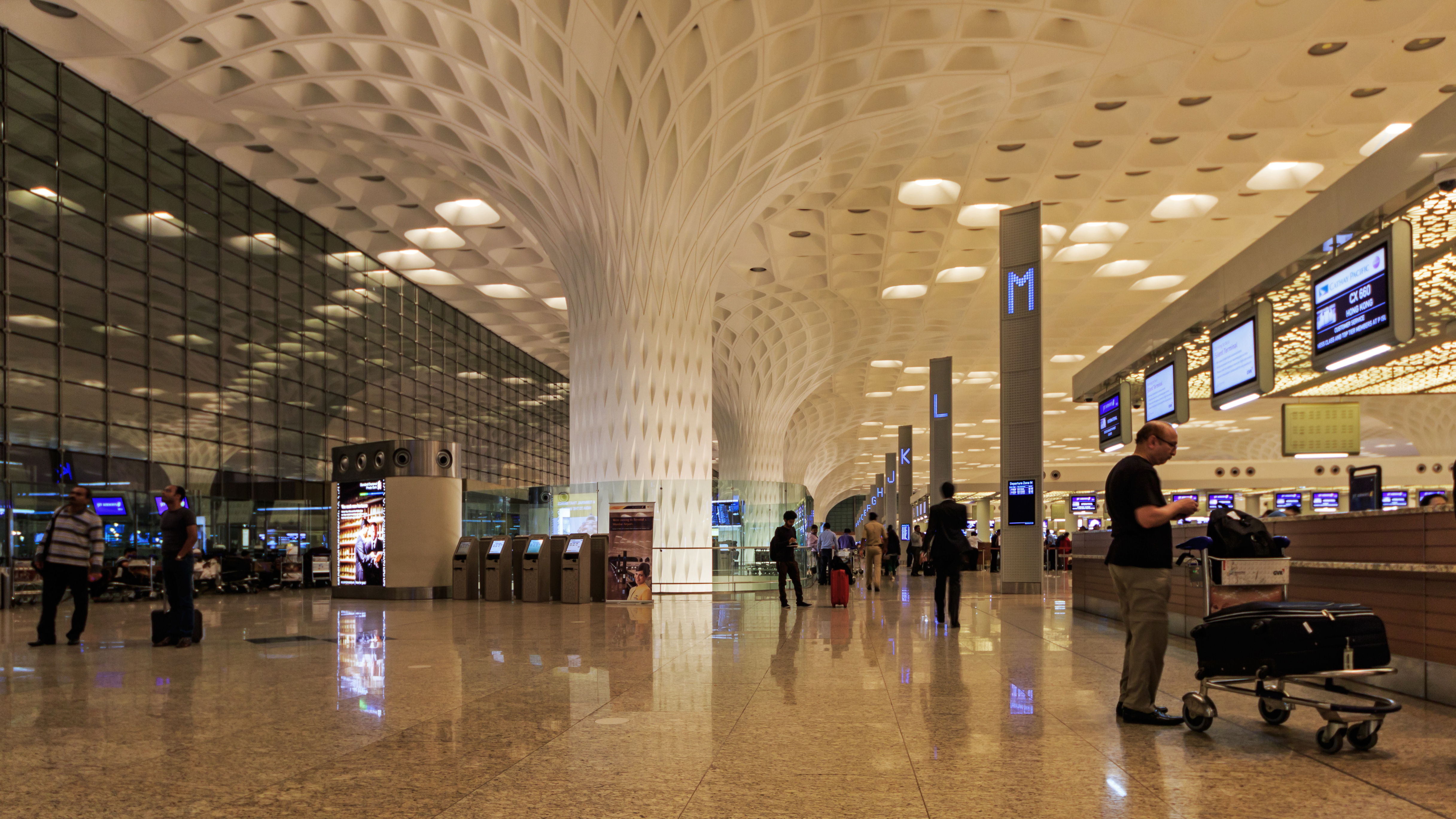
Термінал 2

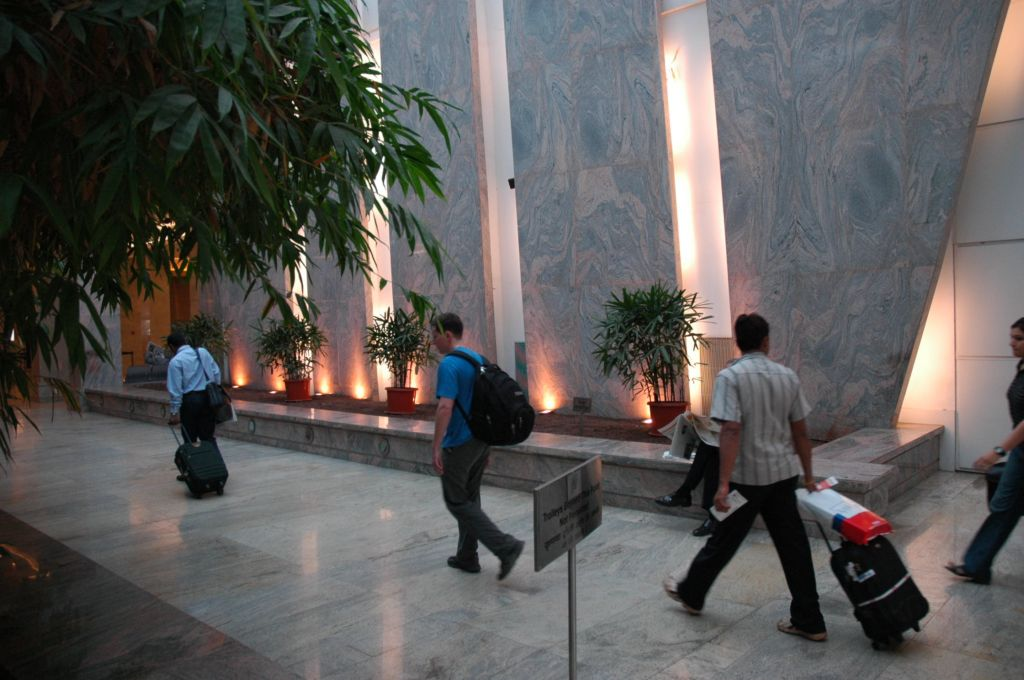
Термінал 1B

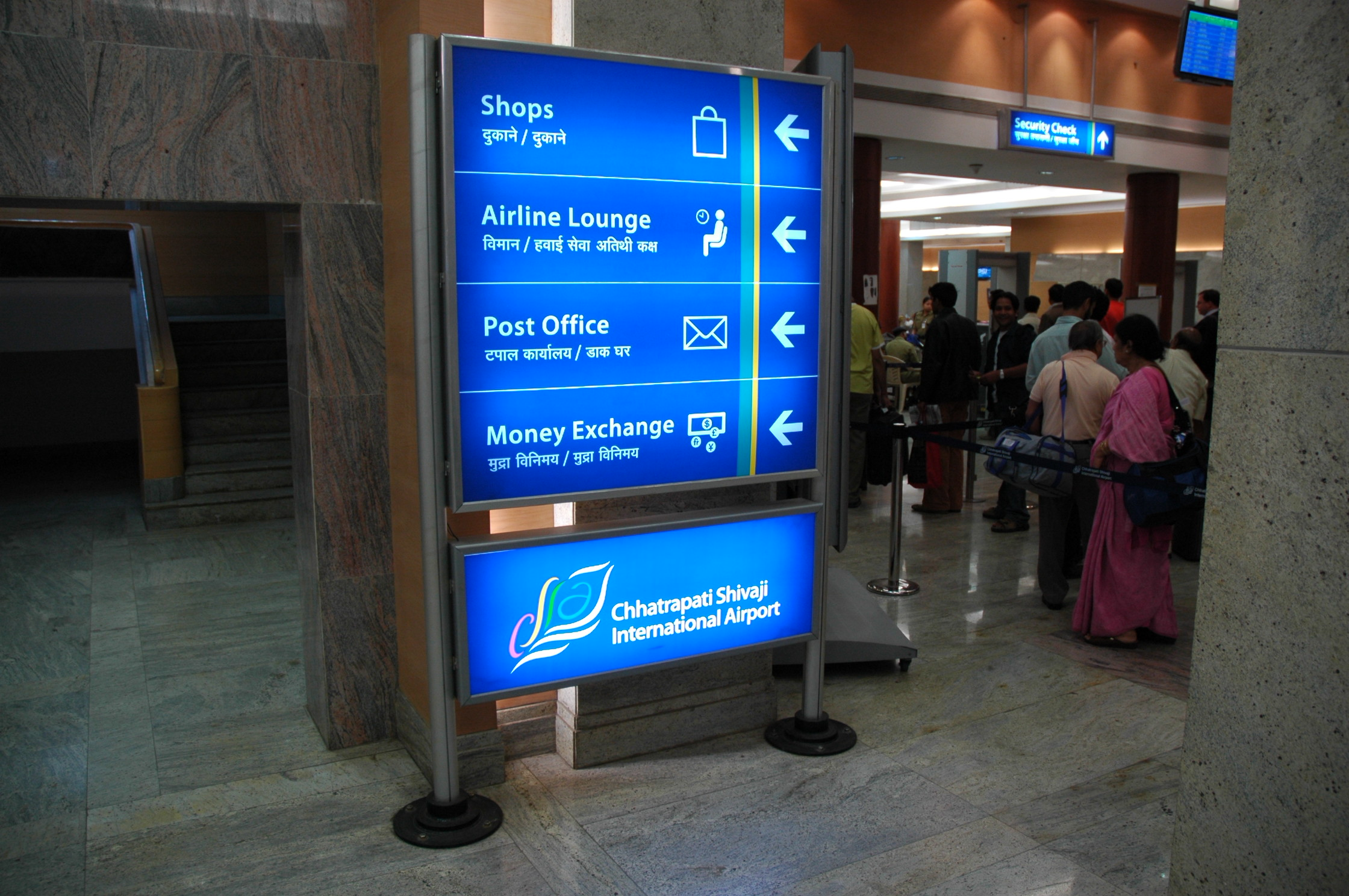

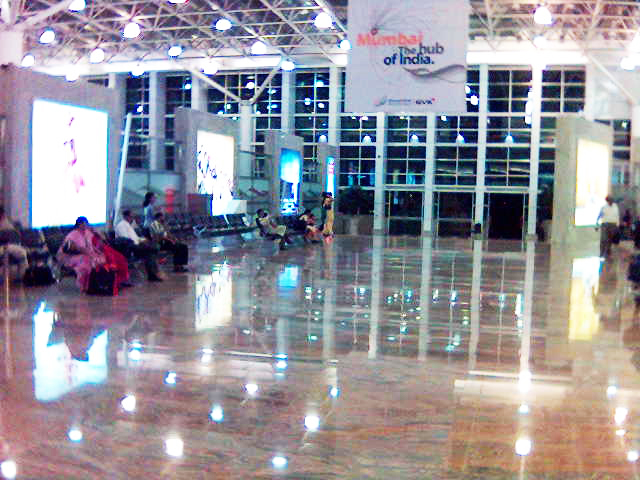
Зал прибуття

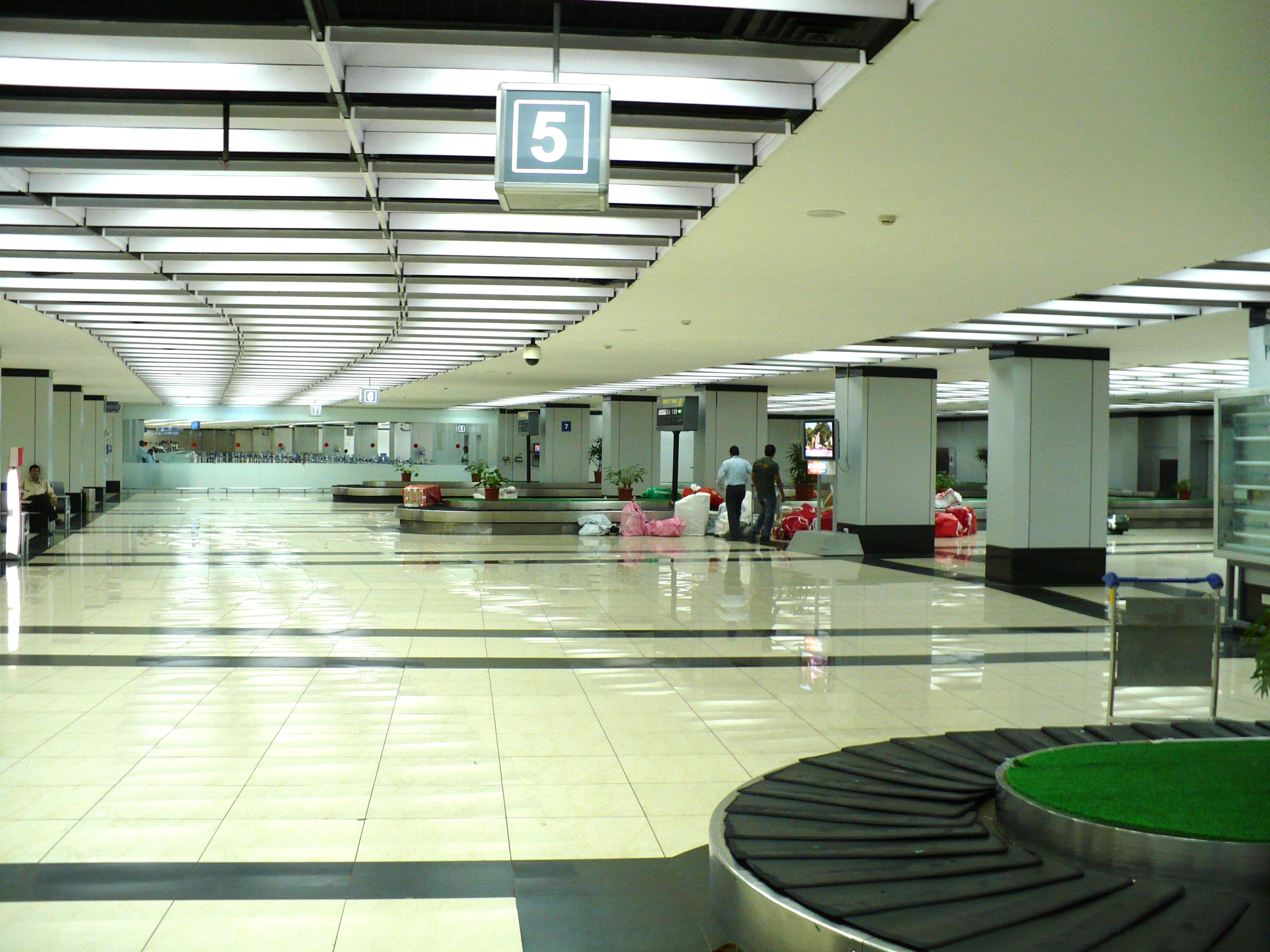
Багажне відділення

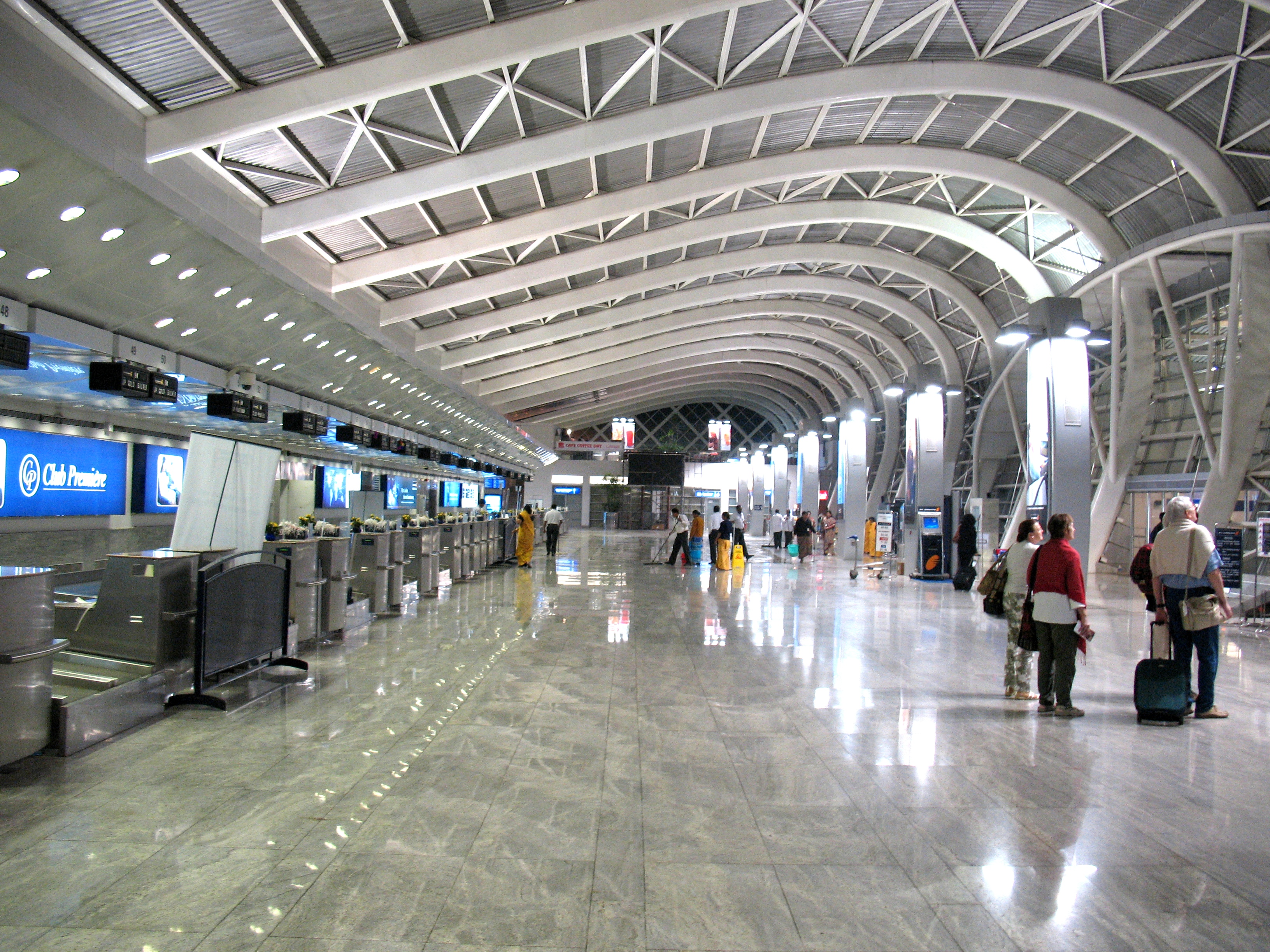
Термінал

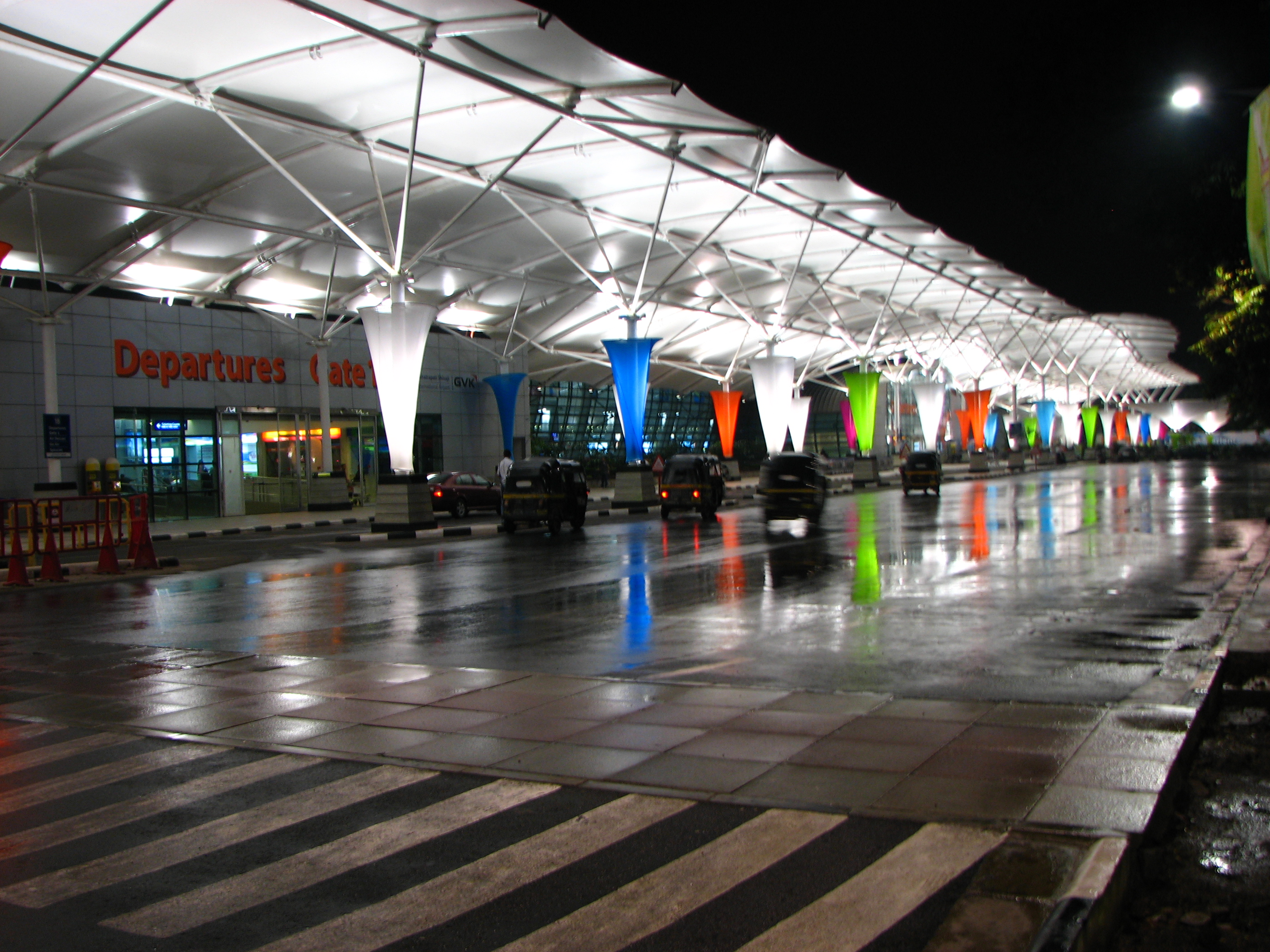
Зал прибуття

Аеропорт складається з двох основних терміналів: Терміналу 1 (інша назва — Санта-Круз) для внутрішніх рейсів і Терміналу 2 (інша назва — Сахар) для міжнародних рейсів. Ці термінали використовують одні і ті ж потужності на аеродромі, але фізично розділені, для того, щоб пасажир переїхав з одного терміналу в другий, потрібно 10—15 хвилин. Управління цивільної авіації Індії забезпечує функціонування шаттла між терміналами для транзитних пасажирів. Термінал 1 розділений на термінал 1-A, відкритий в квітні 1992, і обслуговуючий підрозділи Air India Indian Airlines і Air India Regional, а також Kingfisher Airlines. Термінал 1-B обслуговує Jet Airways і JetLite, SpiceJet, Air Deccan, GoAir, IndiGo Airlines і інші приватні місцеві авіакомпанії. Термінал 2, спроектований Aéroports de Paris і відкритий в січні 1981, сьогодні є терміналом 2-A. Початковий комплекс, що складається з стоянок літаків 41-46, а саме виходів 3-8, був обладнаний першими в Індії телетрапами; він обслуговує більшу частину авіакомпаній, в той час як Термінал 2-C, відкритий в жовтні 1999, — тільки Air India, Air-India Express і ті перевізники, які користуються наземними службами Air India. Термінал 2-B функціонував з вересня 1986 по жовтень 1999 і обслуговував Air India і пов'язані з нею авіакомпанії до відкриття 2-C. Термінал 2-B знову використовується, так як 2-A закривається на реконструкцію.
В аеропорту Мумбай дві пересічні злітно-посадкові смуги, орієнтовані 09/27 і 14/32. Смуга 14/32, завдовжки 2925 м, розташована між терміналами 1 і 2, а головна смуга 09/27 завдовжки 3445 м (спочатку — 3489 м) — на південь від будівель терміналів. Курс-гліссадна система (ILS) встановлена на кожну зі смуг, смуга 27 сертифікована по CAT2. З 1 січня 2006 обидві злітно-посадкові смуги використовувалися одночасно протягом трьох годин вранці з 5:30 до 8:30. Не виключено, що досвід експерименту буде поширений і на нічний час. Використання смуги 14/32 пов'язано з рядом проблем, причиною яких послужило незручне розташування смуги щодо небезпечних об'єктів та обмеження при візуальному заході на посадку.

### Модернізація
Mumbai International Airport Limited (MIAL), консорціум GVK Industries Ltd. (GVK) і Airports Company South Africa (ACSA), отримали замовлення на модернізацію аеропорту Мумбаї в лютому 2006. MIAL повинна забезпечити підвищення комфорту для пасажирів і роботу в терміналах. Була проведена перепідготовка персоналу.
Дизайн і інтер'єр аеропорту головним чином розроблялася головним чином аргентинською студією дизайну Steinbranding [Архівовано 9 листопада 2016 у Wayback Machine.], що мала подібний досвід в аеропортах Езейза в Буенос-Айресі і Звартноц в Єревані..

## Транспорт

### Усередині аеропорту
- Безкоштовний шатл між внутрішнім і міжнародним терміналами
- Передоплачений сервіс таксі між внутрішнім і міжнародним терміналами

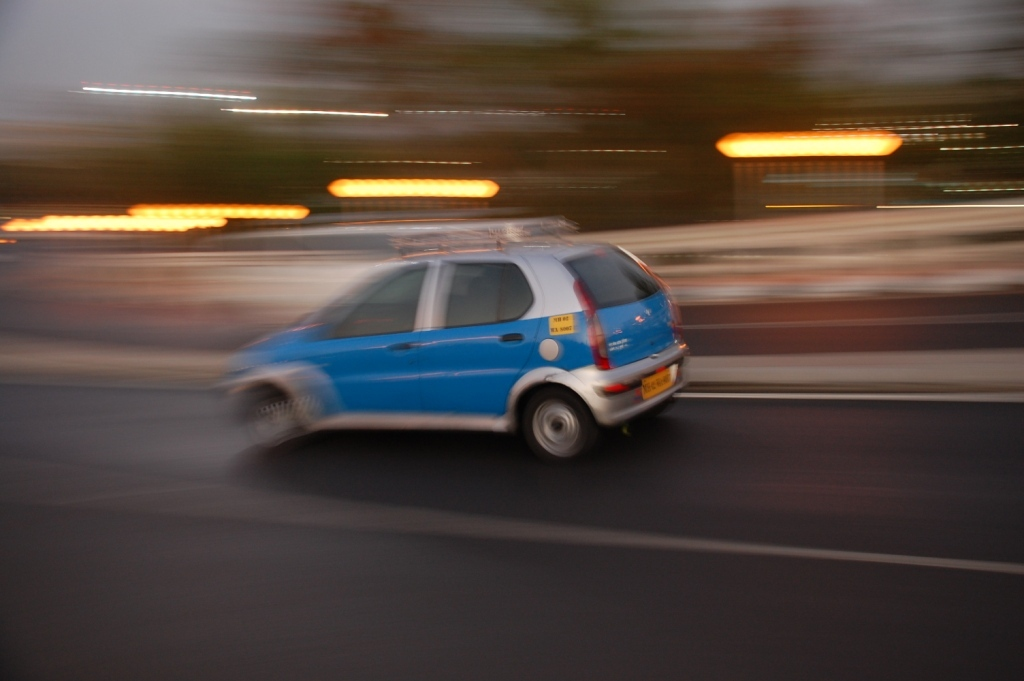
Cool Cab в Мумбаї

### У Мумбай
- Передоплачений таксікеб
- Meter taxis
- Cool Cabs
- Авторикша
- Приміська залізниця
- автобус BEST
- Оренда машини

## Авіакомпанії і призначення
| Статистика                          | Статистика                          | Статистика                          | Статистика                          |
| Частота (за тиждень в одну сторону) | Частота (за тиждень в одну сторону) | Частота (за тиждень в одну сторону) | Частота (за тиждень в одну сторону) |
| ----------------------------------- | ----------------------------------- | ----------------------------------- | ----------------------------------- |
| 1                                   | Делі                                | Делі                                | 379                                 |
| 2                                   | Бангалор                            | Бангалор                            | 208                                 |
| 3                                   | Ченнай                              | Ченнай                              | 160                                 |
| 4                                   | Хайдарабад                          | Хайдарабад                          | 141                                 |
| 5                                   | Ахмедабад                           | Ахмедабад                           | 123                                 |

### Термінал 1— внутрішні рейси

#### Термінал 1A
| Airlines                             | Призначення\| |
| ------------------------------------ | ------------- |
| Air India (оператор Indian Airlines) | місцеві рейси |
| Kingfisher Airlines                  | місцеві рейси |

#### Термінал 1B
| Airlines       | Призначення\| |
| -------------- | ------------- |
| GoAir          | місцеві рейси |
| IndiGo         | місцеві рейси |
| Jet Airways    | місцеві рейси |
| Jet Lite       | місцеві рейси |
| Kingfisher Red | місцеві рейси |
| SpiceJet       | місцеві рейси |

### Термінал 2— міжнародні рейси

#### Термінал 2A
( Йде реконструкція )

#### Термінал 2B
| Airlines                                 | Призначення |
| ---------------------------------------- | --- |
| Air Arabia                               | Шарджа |
| Air India (оператор Indian Airlines)     | Ахмедабад, Бангкок, Колката, Ченнай, Кочин, Дубай, Кувейт, Мускат, Шарджа                                                        |
| All Nippon Airways (оператор Air Nippon) | Токіо-Наріта |
| Austrian Airlines                        | Відень |
| British Airways                          | Лондон-Хітроу |
| Cathay Pacific                           | Бангкок, Дубай, Гонконг |
| Delta Air Lines                          | Атланта |
| El Al                                    | Тель-Авів |
| Etihad Airways                           | Абу-Дабі |
| Finnair                                  | Хельсинкі |
| Gulf Air                                 | Бахрейн |
| Iran Air                                 | Тегеран-Імам Хомейні |
| Jazeera Airways                          | Дубай, Кувейт |
| Jet Airways                              | Абу-Дабі, Бахрейн, Бангкок, Брюссель, Доха, Дубай, Гонконг, Лондон-Хітроу, Мускат, Ньюарк, Сан-Франциско, Сінгапур, Шанхай-Пудун |
| Kenya Airways                            | Найробі |
| Kuwait Airways                           | Кувейт |
| Lufthansa                                | Франкфурт, Мюнхен |
| Northwest Airlines                       | Амстердам |
| Oman Air                                 | Мускат |
| Pakistan International Airlines          | Карачі |
| Qantas                                   | Сідней |
| Qatar Airways                            | Доха |
| Saudi Arabian Airlines                   | Даммам, Джедда, Медіна, Ріад |
| SriLankan Airlines                       | Коломбо, Карачі |
| Swiss International Airlines             | Цюрих |
| Turkish Airlines                         | Стамбул-Ататюрк |
| Virgin Atlantic Airways                  | Лондон-Хітроу |

#### Термінал 2C
| Airlines                   | призначення |
| -------------------------- | --- |
| Air France                 | Париж-Шарль де Голль |
| Air India                  | Абу-Дабі, Ахмедабад, Бангалор, Калькутта, Ченнай, Чикаго-О'Хара, Кочин, Даммам, Делі, Дубай, Франкфурт, Гонконг, Хайдарабад, Джедда, Кувейт, Лондон-Хітроу, Найробі, Нью-Йорк-JFK, Ньюарк, Осака-Кансай, Париж-Шарль де Голль, Ріад, Шанхай-Пудун, Сінгапур, Токіо-Наріта, Трівандрум |
| Air India Express          | Ахмедабад, Бахрейн, Калькутта, Ченнай, Нагпур, Трівандрум |
| Air Mauritius              | Маврикій |
| Air Seychelles             | Мале, Сейшельські острови |
| Continental Airlines       | Ньюарк |
| Egypt Air                  | Каїр, Куала-Лумпур |
| Emirates                   | Дубай |
| Ethiopian Airlines         | Аддіс-Абеба |
| Korean Air                 | Сеул-Інчхон |
| Malaysia Airlines          | Куала-Лумпур |
| Royal Jordanian Airlines   | Амман |
| Sama Airlines              | Даммам |
| Shanghai Airlines          | Шанхай-Пудун |
| Singapore Airlines         | Сінгапур |
| South African Airways      | Йоханнесбург |
| Thai Airways International | Бангкок |
| Yemenia                    | Аден, Сана |

### Вантажні авіакомпанії
| Air France Cargo         | Air India Cargo             |
| Alitalia Cargo           | Atlas Air                   |
| Blue Dart Aviation       | British Airways World Cargo |
| Cargoitalia              | Cathay Pacific Cargo        |
| DHL Aviation             | FedEx Express               |
| Emirates SkyCargo        | Ethiopian Airlines Cargo    |
| Euro Cargo Air           | EVA Air Cargo               |
| Gemini Air Cargo         | Great Wall Airlines         |
| Jett8 Airlines Cargo     | Korean Air Cargo            |
| Lufthansa Cargo          | MIDEX Cargo                 |
| Qatar Airways Cargo      | Shanghai Airlines Cargo     |
| Singapore Airlines Cargo | Sri Lankan Airlines Cargo   |
| TNT Airways              | UPS Airlines                |
| World Airways Cargo      |                             |